# Achaltsiche
Achaltsiche (Georgiska: ახალციხე, även känd som Lomsia) är en stad i Samtsche-Dzjavachetien i sydvästra Georgien, med 17 903 invånare. Staden ligger vid den lilla floden Potschovistsqali, som delar staden i två delar med gamla staden i norr och den nya till söder. Namnet på staden, ახალციხე, betyder direkt översatt ungefär Nytt fort. Achaltsiche är också huvudort i Mcharen (Regionen) Samtsche-Dzjavachetien.

## Vänorter
- Jerevan, Armenien
- Artvin, Turkiet
- Ardahan, Turkiet